# Meta rufolineata
Meta rufolineata är en spindelart som först beskrevs av Arthur Urquhart 1889.  Meta rufolineata ingår i släktet Meta och familjen käkspindlar. Inga underarter finns listade i Catalogue of Life.